# Müslüm Aslan

Müslüm Aslan es poeta y kurdo. Con el libro de poemas que publicó en el año 2004, tiene un total de cinco libros. Nació en el distrito de Nusaybin, en la provincia de Mardin.
Completó la educación primaria y secundaria en Nusaybin. La década de 1990 fue un período de gran tensión política en la región, y Aslan se vio inmerso en ese contexto. Fue arrestado y encarcelado por razones políticas.  Permaneció en prisión durante diez años, hasta 2001, como preso político en cárceles de diferentes ciudades, especialmente en Diyarbakir, Çankırı y Maraş.
Su sensibilidad poética fue profundamente influenciada por su abuelo. Su interés por la poesía surgió cuando su abuelo le leía los poemas divánicos de Cigerxwîn, y lo animaba a leerlos. Poco después, Aslan comenzó a escribir sus propios poemas, y escribió aún más durante su encarcelamiento. Sus primeros poemas fueron publicados en la revista HAWAR, heredera del espíritu de lucha de figuras como Mazlum Doğan y Ferhat Kurtay.
Tras su liberación, asumió el cargo de director editorial de un periódico de circulación nacional llamado “Ütopya”, donde publicó tanto poemas como ensayos. También fue uno de los miembros fundadores de la Casa de Cultura y Arte Roza, establecida en 2004. Bajo su ala, se publicaron dos revistas: DEM (en turco) y Nûbîn (en kurdo).
Sin embargo, tanto la casa cultural como las revistas fueron clausuradas posteriormente por decisión gubernamental sin una justificación oficial, lo que forzó el fin de sus publicaciones tras su primera edición. Sus poemas, ensayos y diarios se han publicado en numerosas revistas literarias como Güney Dergisi,Ütopya,Yaratı,Hayal Dergisi,Tîgrîs, Kowar W, Tîroj y Dilop, entre otras.
Su nombre y sus poemas también figuran en la Antología de los Poetas del Norte, una obra de renombre internacional escrita por el célebre poeta kurdo Arjen Arî. Además, varios de sus poemas, especialmente los escritos en kurdo, han sido musicalizados e interpretados por destacados cantantes kurdos como Hasan Tercan, Diljen Ronî y Raperîn, entre otros. 
Müslüm Aslan también está activo en el ámbito de la defensa de los derechos humanos. Ha expresado públicamente sus opiniones sobre la tortura, las violaciones de derechos y las prácticas arbitrarias en las cárceles, tomando como referencia el caso de su hermano, quien, a pesar de haber cumplido una condena de 30 años, no fue liberado. En este contexto, ha hecho un llamado a socialistas y demócratas para que reaccionen ante estas injusticias.
Müslüm Aslan es actualmente miembro del PEN Kurdo   y de la Fundación de Escritores Kurdos.

## Obra

### Poemarios
- 2005 – Ayna (El espejo), J&J Yayınları (Editorial J&J).
- 2009 – Ru (Rostro), BM Yayınları (Editorial BM).
- 2013 – Nehirler Zindanlara Dokulur (Los ríos desembocan en las prisiones), Esmer Yayınları (Editorial Esmer).
- 2021 – Aram (Honor), J&J Yayınları (Editorial J&J).
- 2024 – Nefel (Trébol), Luvi Yayınları (Editorial Luvi).